# Valmy (Marne)
Valmy é uma comuna francesa na região administrativa do Grande Leste, no departamento de Marne. Estende-se por uma área de 24.28 km², e possui 301 habitantes, segundo o censo de 2018, com uma densidade de 12 hab/km².